# Manga de agua

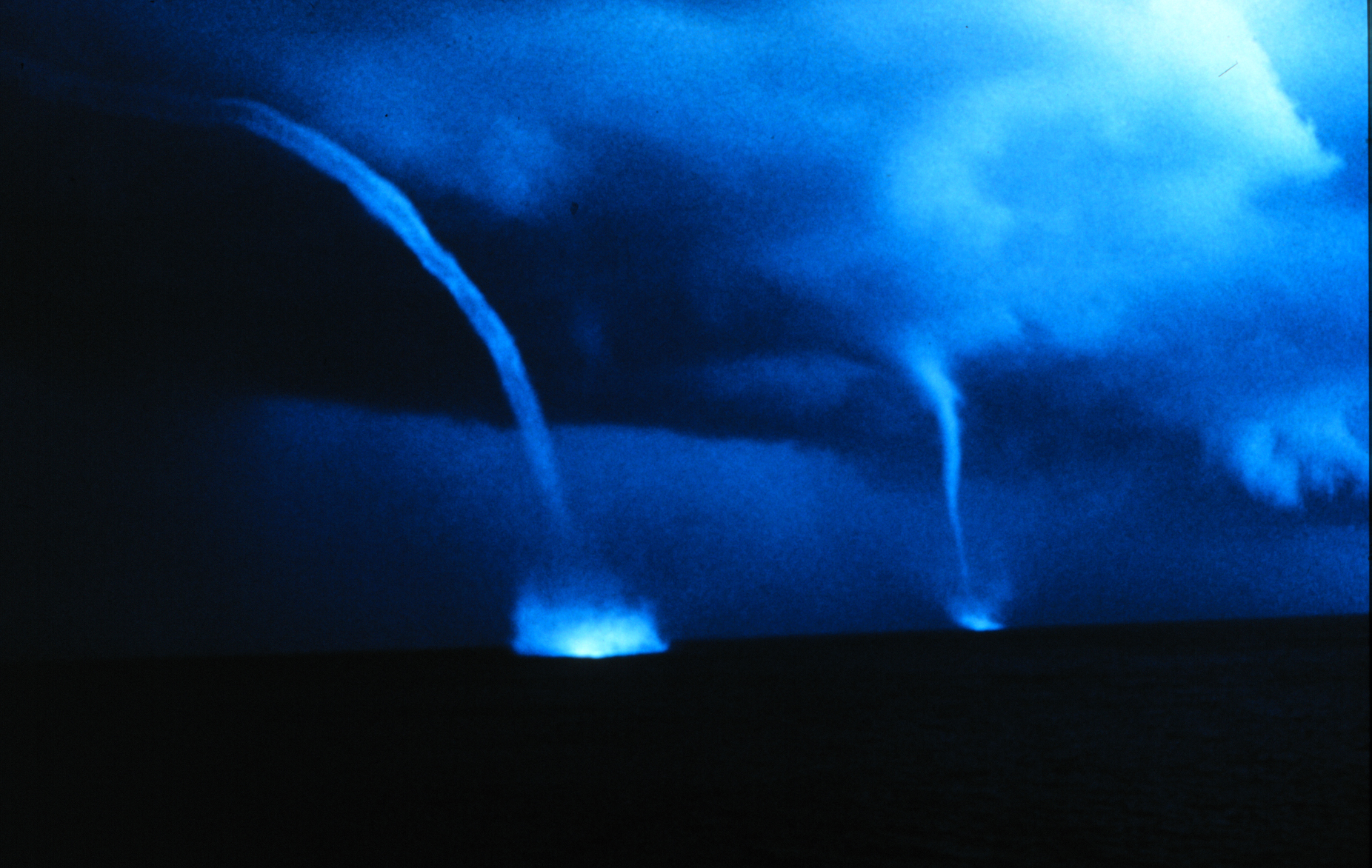
Trombas de agua cerca de las Bahamas.

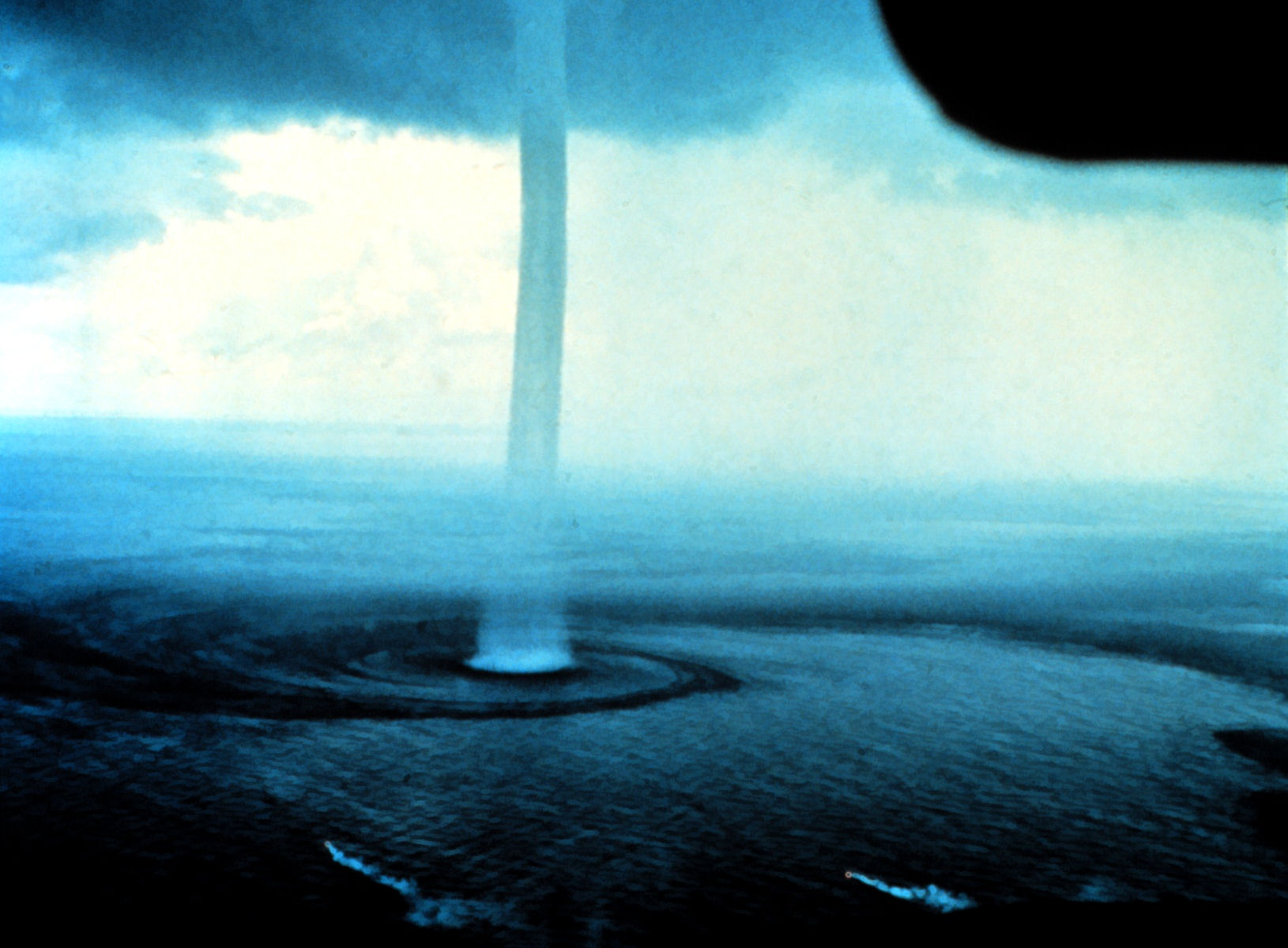
Tromba marina en los Cayos de la Florida, Estados Unidos.

La tromba marina o manga de agua es un embudo que contiene un intenso vórtice o torbellino que ocurre sobre un cuerpo de agua, usualmente conectado a una nube cumuliforme. Las trombas marinas se dividen en dos tipos: tornádicas y no tornádicas. Como indica claramente su nombre, las primeras son tornados, ya sea formados sobre el agua o formados en tierra y que pasaron luego a los mares o un lago. Las segundas, si bien similares en apariencia, no son tornados.
Las trombas tornádicas son justamente tornados sobre el agua, cuya formación depende de la existencia del denominado mesociclón, un sistema de baja presión en la escala de 2 a 10 km, que se forma dentro de una tormenta eléctrica muy severa, organizada y persistente denominada supercélula. Este tipo de trombas son más raras, por cuanto los tornados en general se forman en los continentes, donde la fuente de calor superficial y los contrastes de masas de aire son mayores. Los daños que produce un tornado son muy severos, por cuanto implican vientos de hasta 438 km/h (F5 en la escala Fujita).
Las trombas no tornádicas (llamadas fair-weather waterspouts en inglés) no están asociadas a la tormenta del tipo supercelda y son mucho más comunes que las tornádicas. En general se forman bajo la base de grandes cúmulos o de cumulonimbus y su severidad rara vez excede el tipo EF0 en la escala de Fujita Mejorada (menos de 138 km/h), aunque representan de cualquier manera un riesgo serio para la navegación. La rotación se origina desde las capas inferiores del suelo y no depende de la preexistencia de un mesociclón.
Este tipo de trombas marinas tienen una dinámica similar a otros fenómenos muy comunes, los remolinos de arena o simplemente torbellinos de arena o de tierra, a menudo observables en playas y desiertos, aunque es más intensa. Ambos vórtices se hacen visibles donde el viento levanta partículas del suelo con relativa facilidad (ya sea arena, tierra o agua) y no podrían advertirse por ejemplo en un bosque o pradera. Además las trombas marinas cuentan con una carta a su favor: el aire es más húmedo sobre el agua y puede condensarse al haber un fuerte descenso de la presión atmosférica, lo cual lo hace visible con la forma de «nube embudo». Esta caída de presión es justamente lo que sucede en el interior del torbellino.

### El Lago de Maracaibo en Venezuela
Las aguas del Lago de Maracaibo presentan trombas de agua con cierta frecuencia aunque no suelen tener mucha violencia o extensión, y ello se debe a la elevada temperatura que alcanzan las aguas lacustres durante las horas de la tarde debido a la fuerte insolación y a la falta de nubes, las cuales se forman después de haber pasado el propio lago al alcanzar las tierras continentales en la cuenca del río Catatumbo, encerrada entre la Cordillera de Perijá al oeste (3 750 m s. n. m.) y la Serranía de Mérida al sursudoeste (5 000 m s. n. m.). A veces estas trombas se presentan en conjuntos de dos o tres mangas de agua, lo que constituye un fenómeno bastante raro a escala mundial.